# 毛蕊杜鹃
毛蕊杜鹃（学名：Rhododendron websterianum）为杜鹃花科杜鹃花属下的一个种，分布于中国四川、西藏、甘肃和青海，其中青海分布最广。它是一味藏药，可用来镇咳、祛痰。

## 扩展阅读
- 維基物種上的相關：毛蕊杜鹃